# Théodore Bainçonau
Jean Théodore Bainçonau (ur. 25 listopada 1887 w Biarritz, zm. 10 października 1972 w Saint-Jean-de-Luz) – francuski zapaśnik walczący w stylu klasycznym. Olimpijczyk z Antwerpii 1920, gdzie zajął siedemnaste miejsce w wadze lekkiej.

## Letnie Igrzyska Olimpijskie 1920
| Konkurencja            | Rundy eliminacyjne  | Klas. końcowa |
| Konkurencja            | 1/16                | Miejsce       |
| ---------------------- | ------------------- | ------------- |
| 67,5 kg styl klasyczny | Carl Coerse (NED) P | 17.           |